# Leptodoras praelongus
Leptodoras praelongus är en fiskart som först beskrevs av Myers och Weitzman, 1956.  Leptodoras praelongus ingår i släktet Leptodoras och familjen Doradidae. Inga underarter finns listade i Catalogue of Life.